# Мини-гольф

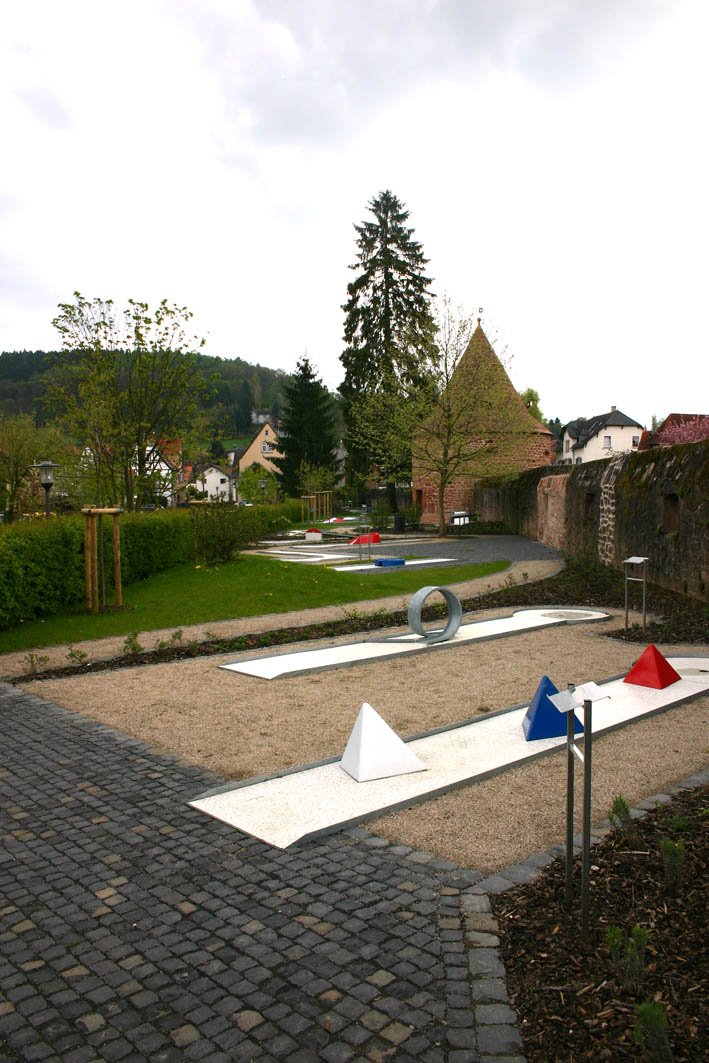
Поле для мини-гольфа

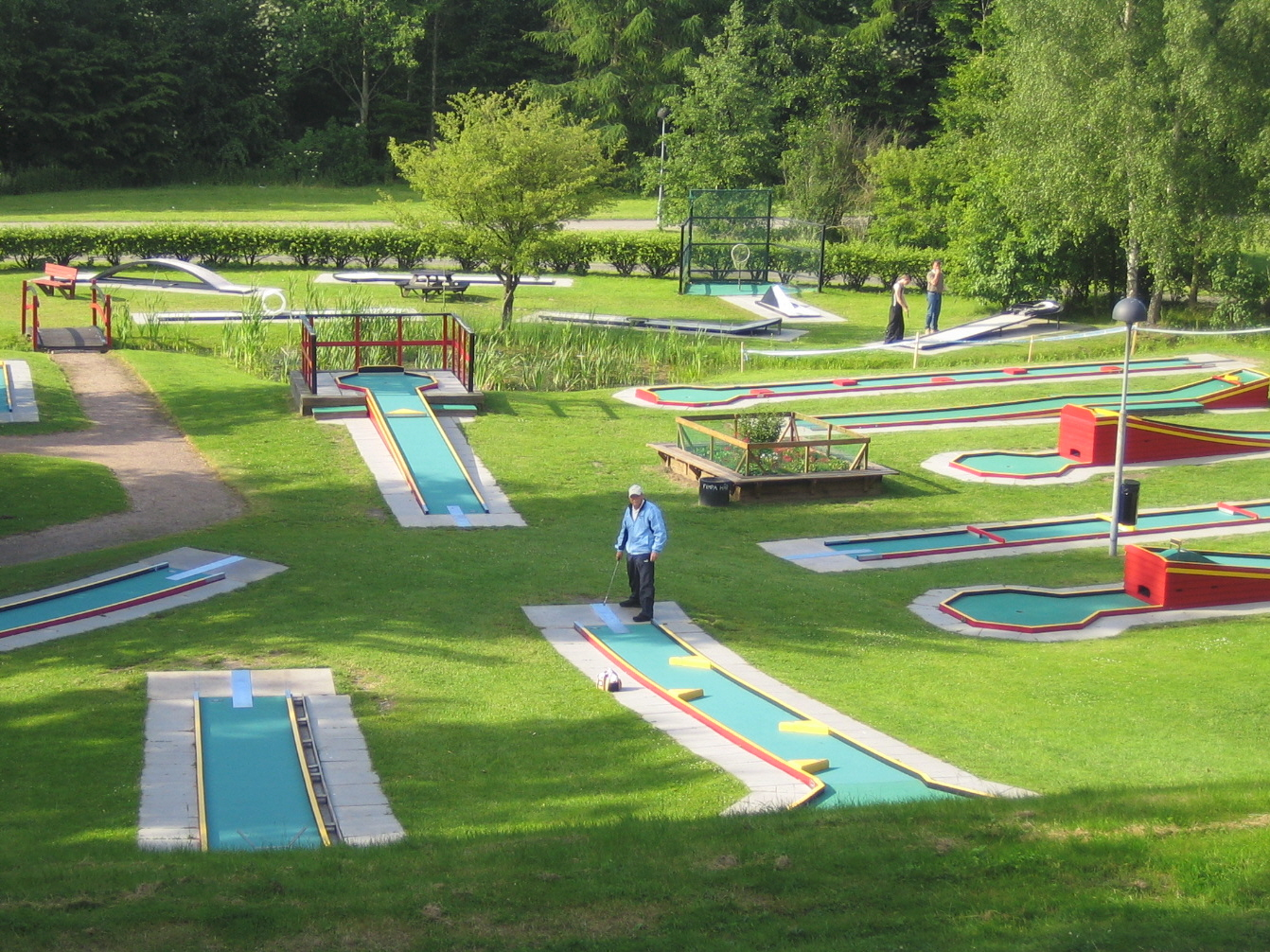

Мини-гольф — миниатюрная версия гольфа, спортивная игра, в которой отдельные участники соревнуются, загоняя маленький мячик в специальные лунки ударами клюшек, пытаясь пройти отведённую дистанцию за минимальное число ударов.

## История мини-гольфа
Спортивная игра, известная как мини-гольф в её исходных разновидностях существует более ста лет. Однако, строго говоря, соревнования, проходившие в Англии ещё в конце XIX — начале XX веков, а также система полей, клубов и турниров «Tom Thumb Golf», получившая развитие в довоенных США, были в большей степени соревнованиями по паттингу как составляющей большого гольфа. Становление мини-гольфа как самостоятельного вида спорта в настоящее время официально относят к 1953 году, когда швейцарский архитектор Поль Бонгини построил первую специализированную площадку для мини-гольфа в его современном понимании и запатентовал название Minigolf. Пятью годами позже в Германии Альберт Хесс создал первое поле с современным искусственным покрытием, после чего мини-гольф начал стремительно распространяться по Европе, а впоследствии получил признание и на других континентах.
В 1963 году на базе национальных федераций Австрии, Германии и Швейцарии возникла Международная федерация мини-гольфа (англ. International Minigolf Federation). Турниры, имевшие неофициальный статус чемпионатов Европы, проводились еще с 1959 года, однако реальный статус получили в 1970 году после стандартизации полей и правил. В этот же период мини-гольф получил распространение в Италии, Голландии и других странах, но признанными лидерами мирового мини-гольфа по сей день остаются Германия и Швеция. О значимости этой спортивной игры в Европе говорит, в частности, тот факт, что в такой спортивной стране, как Германия, мини-гольф по данным статистики в настоящее время занимает 9-е место по популярности среди любительских видов спорта.
Первый Чемпионат мира по мини-гольфу состоялся в 1991 году, а в 1993 году IMF после вступления в неё США и Японии была реорганизована во Всемирную федерацию спортивного мини-гольфа (англ. World Minigolf Sport Federation — WMF). В настоящее время в состав WMF входят на правах действительных членов 36 национальных федераций и ассоциаций всех пяти континентов, в том числе Россия, которая была принята в Международную федерацию в 2003 году, а всего официальные соревнования по мини-гольфу, как виду спорта, в настоящее время проводятся в 56 странах. В мае 2003 года Всемирная федерация спортивного мини-гольфа была принята в Ассоциацию международных спортивных федераций (GAISF/AGFIS), что стало логичным признанием мини-гольфа, как игры массовой, демократичной и подлинно международной.

## Концепция
Мини-гольф стал невероятно популярной игрой среди людей, которые любят спорт и активный отдых, а специальные дорожки для офисного и мини-гольфа уже есть во многих кабинетах руководителей. Стоит отметить, что мини-гольф отнюдь не является обычным гольфом в уменьшенном формате. Это совершенно отдельный и полностью самостоятельный вид спорта. 
Мини-гольф представляет собой индивидуальную спортивную игру с клюшкой и мячом на специальном поле, соревнования по которой могут проводиться как в закрытом помещении, так и на открытом воздухе.
В отличие от классического гольфа - игра в мини-гольф проходит не на земле, а на специально возводимых "дорожках". Для игры используется только один тип клюшек - паттеры, но форма головы клюшки сильно отличается от таковой для классического гольфа, так же ударная поверхность оснащается специальной резиновой накладкой. Единственное исключение для дорожки №7 в стандарте «бетонный мини-гольф» (или concrete), здесь допускается использование одного из айронов.
В привычном гольфе игроки меняют клюшки, а в мини-гольфе — мячи (разнообразие которых давно превысило за тысячу). Мячи для мини-гольфа сделаны совершенно из других материалов, нежели мячи для обычного гольфа. И вес, и диаметр у них разный. Но главное, что в этом виде спорта не существует периода межсезонья.
Существующее разнообразие мячей для мини-гольфа не идет ни в какое сравнение с мячами для гольфа. Достаточно только обратить внимание на их основные характеристики — диаметр, массу, жесткость, отскок, поверхность. Диаметр мячей обычно лежит в интервале от 37 до 43 мм, масса от 22 до 80 грамм, жесткость от 22 до 100, отскок от 0 до 85, внешняя поверхность может быть покрыта лаком, лаком с образованием мелких складок или без покрытия. Такое широкое разнообразие физических свойств обусловлено особенностями конструкций площадок для мини-гольфа и их покрытием. Практика применения большого количества мячей для прохождения полей предопределило их различную окраску для более простого отличия мячей с различными свойствами друг от друга. Так как мяч в мини-гольфе не преодолевает значительных расстояний по воздуху, то на его поверхности отсутствуют углубления, снижающие аэродинамическое сопротивление.

## Инвентарь для мини-гольфа
1.Патер (Разновидность игровой клюшки. Клюшка с легкой головкой Г-образной формы для игры на грине и нанесения патов — катящих ударов, которыми мяч закатывается в лунку)
2.Мячи
3.Карточки для записи счета
4.Удобная обувь и одежда

## Площадка для игры
Площадка для мини-гольфа не имеет жёстких требований к размерам и форме. Для этого вида спорта существует большое количество площадок. Например: модульные площадки, стационарные площадки строгой геометрической формы, «паттинг грины» (Putting Green), ландшафтные площадки, реалистичный мини-гольф, площадки приключенческого мини-гольфа.
Всемирной Федерацией Спортивного Мини-гольфа (WMF) принято 4 основных типа площадок:
- стандарт «бетонный мини-гольф»;
- стандарт «миниатюр-гольф»;
- стандарт «фетровый мини-гольф»;
- «свободный стандарт».

Вообще игра в мини-гольф обычно проводится на поле, которое состоит из 18 игровых площадок, называемых лунками (дорожками). Площадки нумеруются, а их конструкция находится в соответствии с требованиями к полю данного класса.
Стартовая площадка (ти) представляет собой круг диаметром 30 см, расположенный на оси стартового участка игрового поля на расстоянии не менее 40 см от его начала. Диаметр отверстия лунки может быть различен на разных полях, но не превышает 120 мм. Для основных (этернит и бетон) видов модульного гольфа это ограничение составляет 100 мм.
Процесс игры протекает с использованием клюшек для мини-гольфа или патеров для большого гольфа. Сама клюшка не должна иметь специальных приспособлений, облегчающих прицеливание, а игровая поверхность головки клюшки не должна превышать 40 см².

## Турниры по мини-гольфу
Как и во всех видах спорта в мини-гольфе тоже проводятся крупные международные турниры. Наиболее важные из них это: Юниорский Кубок Наций, Первенство мира среди юниоров, Чемпионат Европы, Кубок Европы, Чемпионат Мира. Так же есть чемпионаты Азии и Америки, но они котируются меньше, так как европейцы традиционно считаются сильнейшими спортсменами. Самые сильные игроки из Германии, Швеции, Австрии.
Хочется заметить, почему юниорские чемпионаты занимают такого внимания. Дело в том, что в состав национальных сборных команд нередко входят юниоры, играющие на самом высоком уровне. Поэтому, иногда на полях разворачивается не шуточные баталии, не уступающие мировому и европейскому чемпионатам.
И этот факт доказывает еще раз, что мини-гольф самый демократичный вид спорта.